# Dokumentations- und Gedenkstätte in der ehemaligen Stasi-Untersuchungshaftanstalt Rostock
Koordinaten: 54° 5′ 5,1″ N, 12° 8′ 4,4″ O

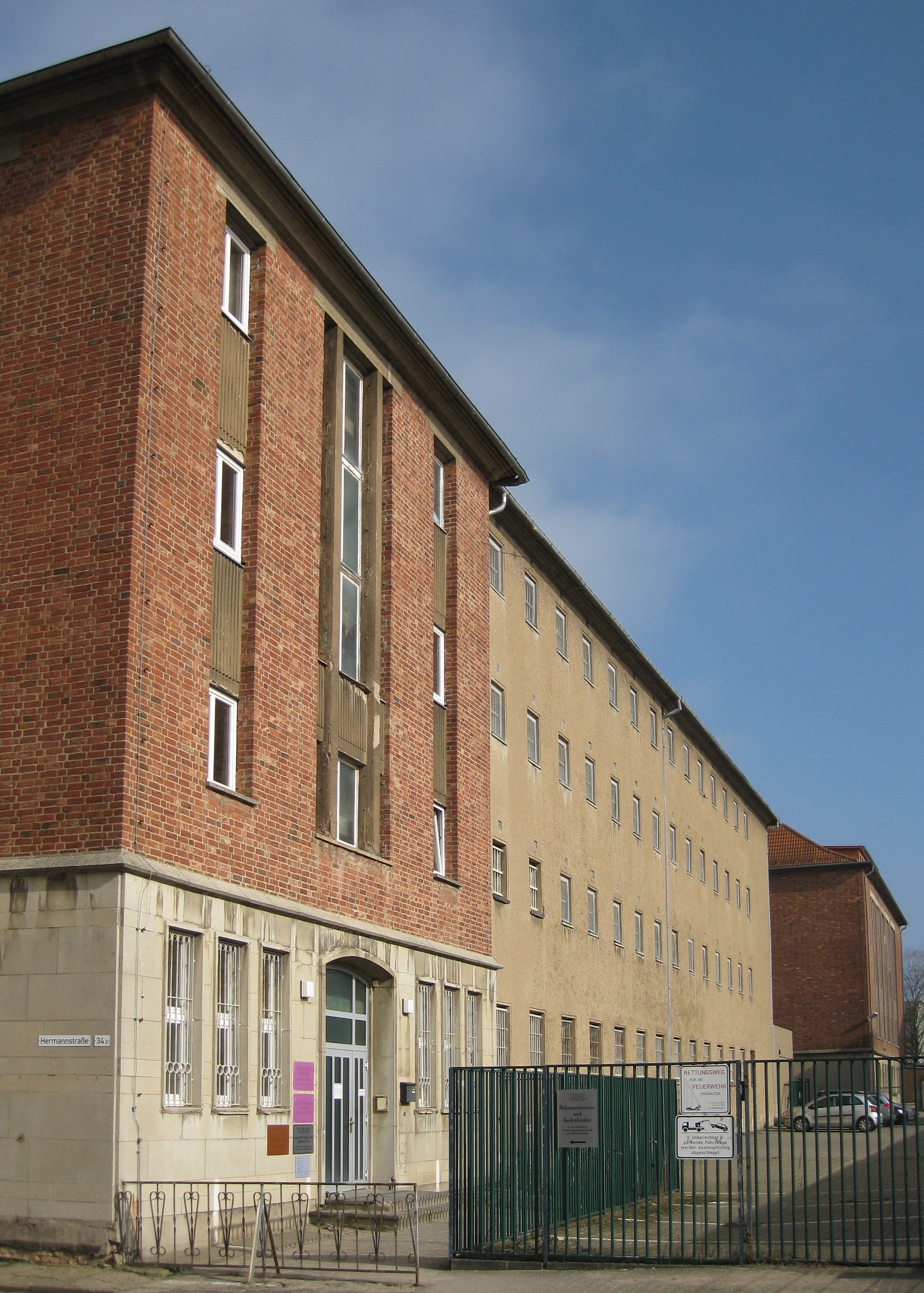
Eingang zur Dokumentations- und Gedenkstätte (2011)

Die Dokumentations- und Gedenkstätte (DuG) in der ehemaligen Untersuchungshaftanstalt der Bezirksverwaltung der Stasi in Rostock thematisiert das Wirken des Ministeriums für Staatssicherheit (MfS) der DDR und erinnert an seine Opfer. Sie ist eine der am besten erhaltenen Untersuchungshaftanstalten des MfS. Die DuG ist eingebettet in das Dokumentationszentrum des Landes Mecklenburg-Vorpommern für die Opfer der Diktaturen in Deutschland und wurde bis August 2017 durch die Außenstelle Rostock des Bundesbeauftragten für die Stasi-Unterlagen (BStU) in Kooperation der Universität Rostock betrieben.
Zwischen 2017 und 2021 war die DuG wegen Sanierung geschlossen. 2021 übernahm die Landeszentrale für politische Bildung Mecklenburg-Vorpommern die Trägerschaft.

## Standort
Die Gedenkstätte befindet sich im Grünen Weg 5 (bis 2021 Hermannstraße 34b) nahe dem Stadtzentrum Rostocks auf dem ehemaligen Gelände der Bezirksverwaltung Rostock des MfS, das heute zu großen Teilen vom Landgericht Rostock und einem Supermarkt genutzt wird.

## Ausstellungen und Veranstaltungen
In der Gedenkstätte sind ehemalige Gefängniszellen, Duschräume, der Freihof mit den sogenannten „Tigerkäfigen“, Dunkelzellen zur Isolierung der Häftlinge im Keller und ein Gefangenen-Transport-Wagen (GTW) der Staatssicherheit vom Typ Barkas B 1000 zu besichtigen.
Im ersten und zweiten Obergeschoss des Gefängnistrakts befindet sich eine Dauerausstellung zur Geschichte des Gebäudes, über die Tätigkeit der Stasi im Norden der DDR und zum Haftalltag. Im Mittelpunkt stehen Schicksale politischer Häftlinge. Im dritten Obergeschoss ist die Ausstellung „Über die Ostsee in die Freiheit“ des ehemaligen gleichnamigen Vereins zu besichtigen. Sie berichtet über Fluchtversuche aus der DDR über die Ostsee und das strenge Grenzregime an der Küste.
Zudem finden in der Gedenkstätte regelmäßig Lesungen, Vorträge, Filmvorführung, Führungen und Schülerprojekttage mit Themenbezug statt.

## Geschichte
Nach der Einrichtung der Bezirke in der DDR 1952 unterhielt die Staatssicherheit ihr Hauptquartier im Bezirk Rostock zunächst im Rostocker Hof, heute ein Einkaufszentrum in der Haupteinkaufsstraße Rostocks, der Kröpeliner Straße. Im dahinterliegenden Gelände an der Schwaanschen Straße befand sich damals ein Untersuchungsgefängnis, das bis Ende der 1950er Jahre durch Stasi und Volkspolizei gemeinsam und später nur noch durch die Polizei genutzt wurde.
Ende der 1950er Jahre begann die Stasi in der Nähe ihre neue Bezirksverwaltung zu errichten. Zwischen 1958 und 1960 entstand als Teil dieses Gebäudekomplexes auch die Untersuchungshaftanstalt, die für 110 Häftlinge in rund 50 Zellen ausgelegt war. Hierin saßen zwischen 1960 und 1989 bis zu ihrer Verurteilung mehr als 4800, hauptsächlich politische Häftlinge. Viele von ihnen sollten dafür bestraft werden, dass sie die DDR verlassen wollten.
Am 4. Dezember 1989 besetzten Bürgerrechtler den Gebäudekomplex der Bezirksverwaltung, versiegelten die Räume und beendeten damit die Vernichtungen von Akten. Dabei besichtigte eine Abordnung auch die U-Haft-Anstalt, traf aber kaum noch auf Häftlinge, da diese mit der Amnestie vom Oktober 1989 zum größten Teil entlassen worden waren.
Auch nach der Wiedervereinigung wurde das Gefängnis kurze Zeit als Untersuchungshaftanstalt genutzt. Aus dieser Periode resultierten Umbauten, so zum Beispiel der Abriss der Trennmauern zwischen den Zellen im Freihof, die im Zuge der Sanierung bis 2021 teilweise wieder rückgebaut oder rekonstruiert wurden.
Seit 1998 gehört die Untersuchungshaftanstalt zum Dokumentationszentrum für die Opfer deutscher Diktaturen des Landes Mecklenburg-Vorpommern, zu der auch das ehemalige Untersuchungsgefängnis der Staatssicherheit am Demmlerplatz in Schwerin zu zählen ist. Von Oktober 1999 bis August 2017 war die DuG für den regelmäßigen Besucherverkehr unter Trägerschaft der BStU-Außenstelle Rostock in Kooperation mit der Universität Rostock geöffnet. Am 2. Juli 2021 konnte die DuG durch die Landeszentrale für politische Bildung Mecklenburg-Vorpommern mit neuer Ausstellung wiedereröffnet werden.

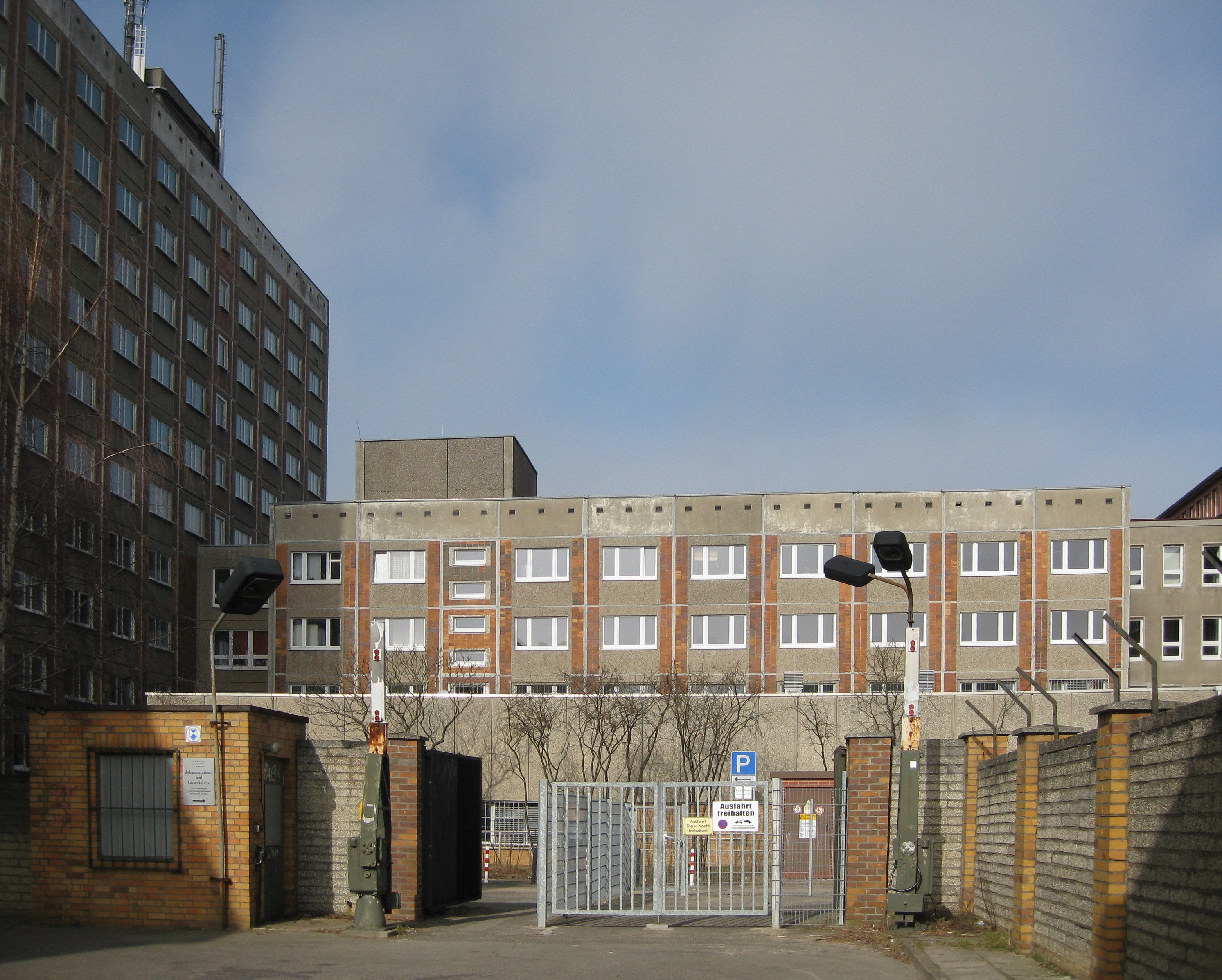
Einfahrt auf das Gelände der ehemaligen Stasi-Bezirksverwaltung am Grünen Weg
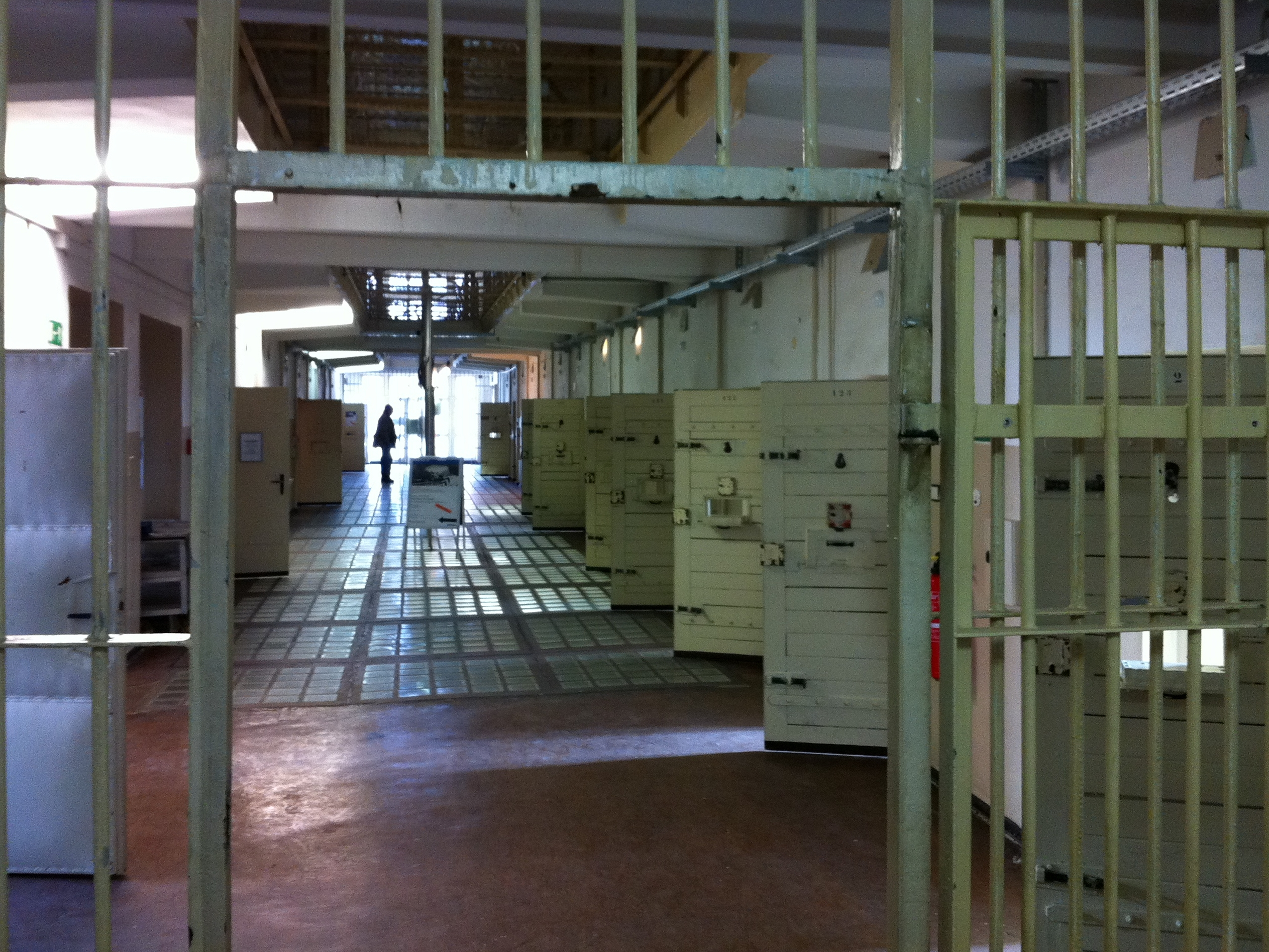
Zellentrakt der ehemaligen U-Haftanstalt im ersten Obergeschoss
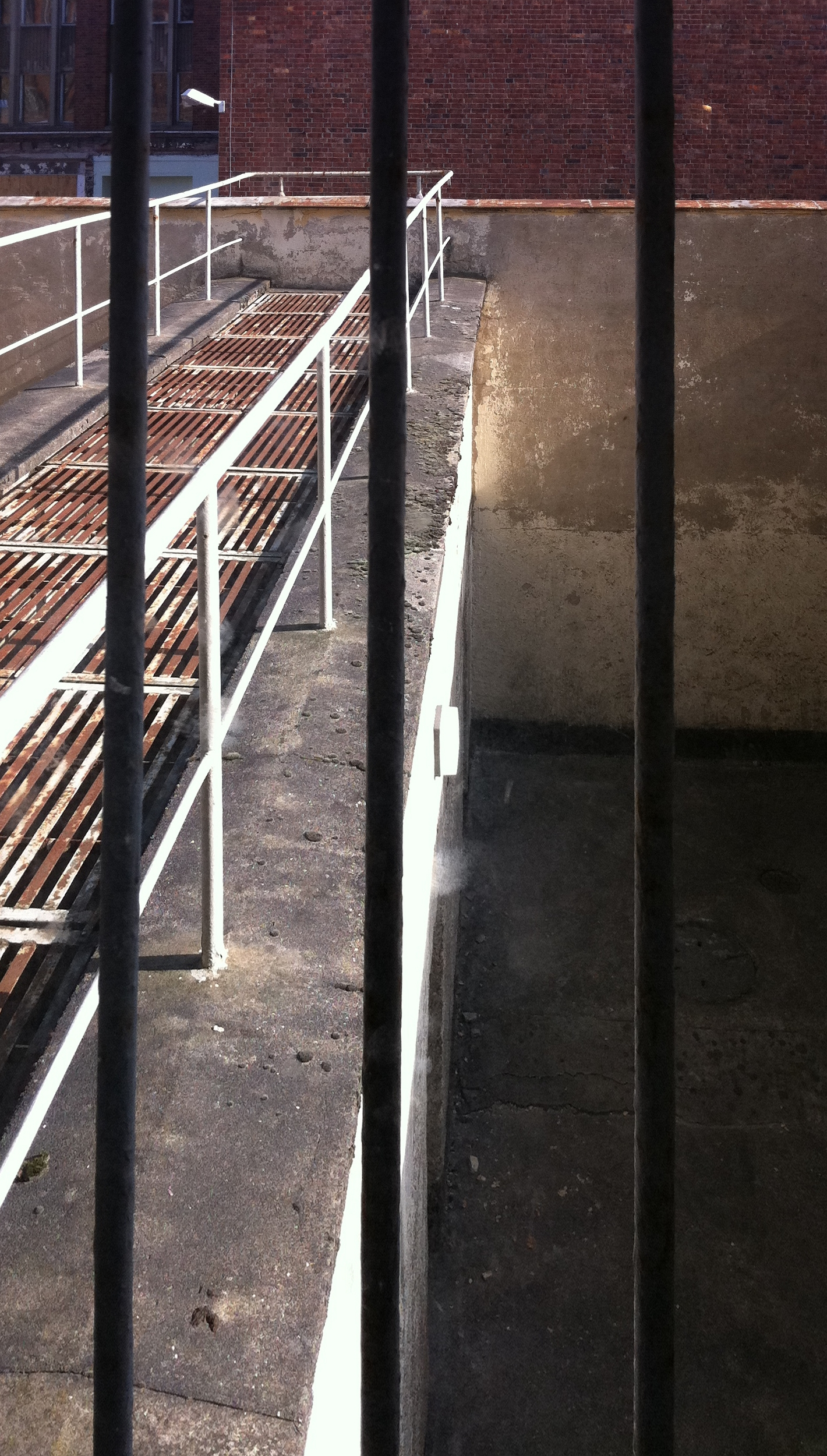
Blick in den Freihof mit Postengang
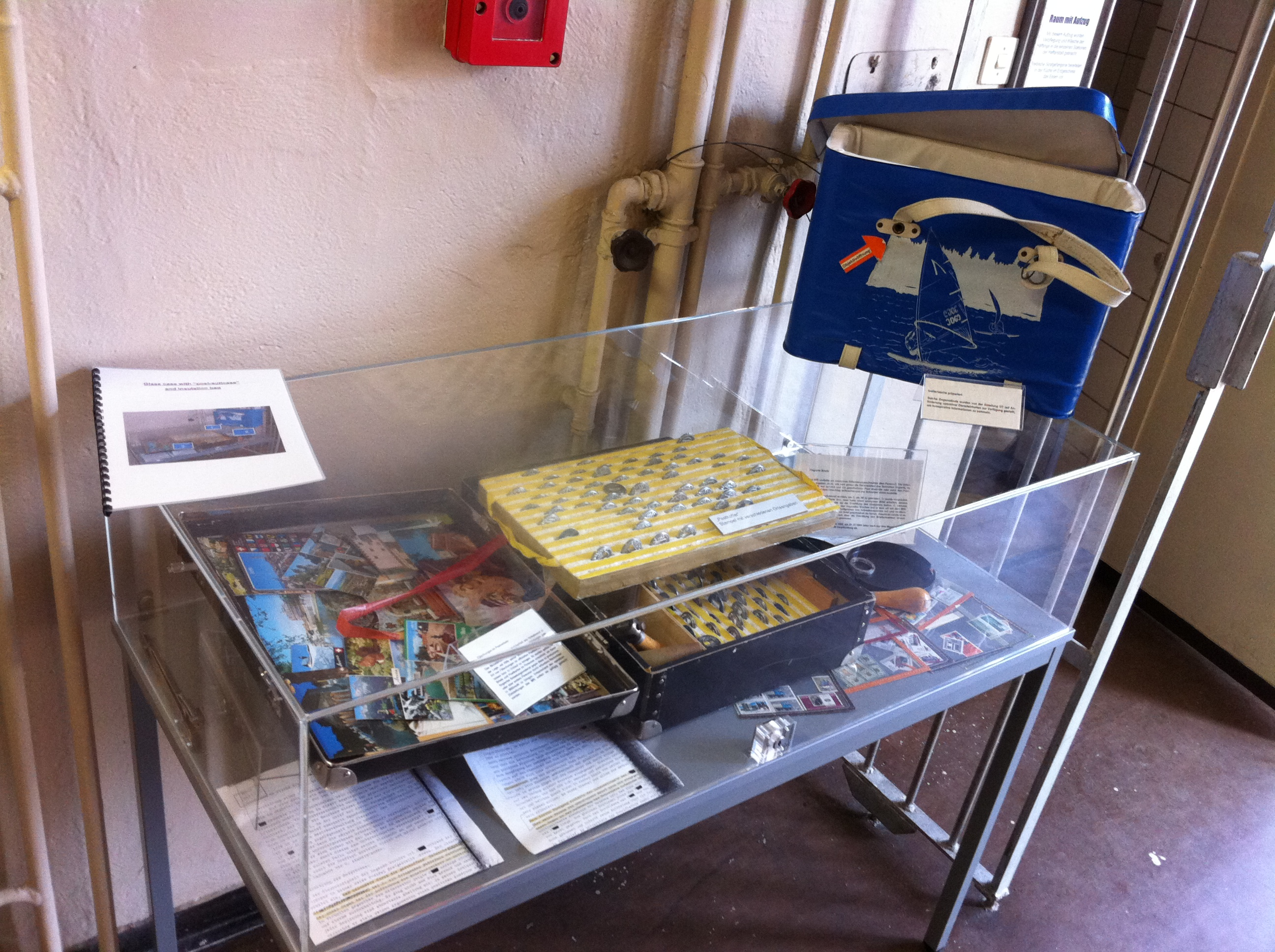
Schauvitrine mit Utensilien der Stasi; unter anderem zur Fälschung von Urlaubs-Postkarten
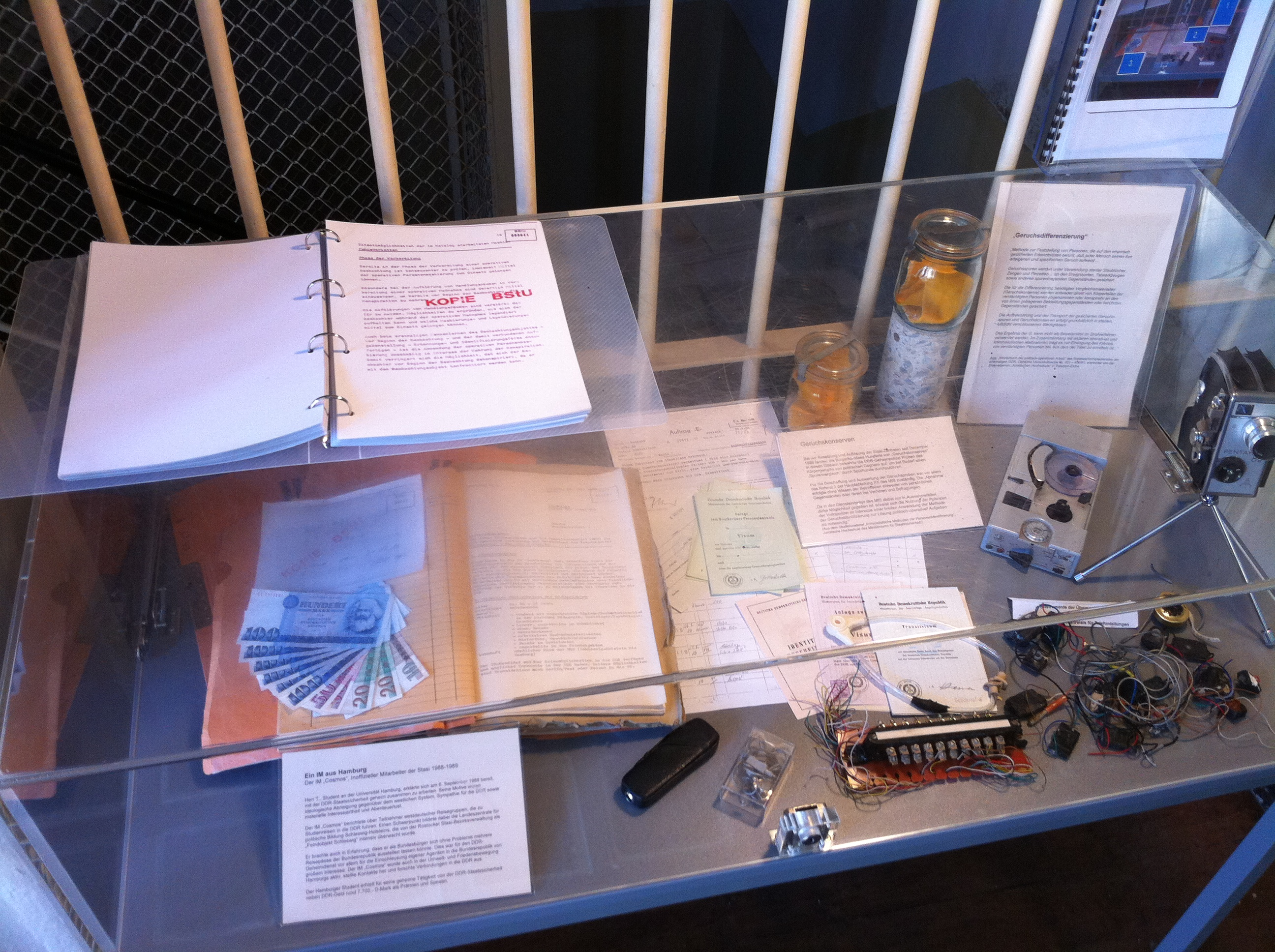
Schauvitrine mit Utensilien der Stasi; unter anderem Geruchskonserven